# Salmoneu
Salmoneu (em grego antigo Σαλμονεύς) é um personagem da mitologia grega. Filho de Éolo e Enarete, foi rei da Élida. Era descendente de Deucalião e Pirra e irmão de Sísifo. Pertence à série de mortais que quiseram rivalizar com os deuses.

## Família
Salmoneu foi um dos vários filhos de Éolo e Enarete.
Éolo era filho de Heleno, filho de Deucalião. Enarate era filha de Deimachus.
Éolo e Enarete tiveram vários filhos: Creteu, Sísifo, Deioneu, Salmoneu, Atamante, Perieres, Cercafas e Magnes, e filhas, Calice, Peisidice, Perimele, Alcione e Cânace.

## Na Élida
Inicialmente morava na Tessália, mas emigrou para a Élida, onde fundou uma cidade (a cidade de Salmonia,), não muito longe de Olímpia, onde Júpiter recebia um culto especial. Sua primeira mulher foi Alcidice, com a qual teve uma filha, Tiro. Mais tarde se casou com Sídera.
Tentando se igualar a Zeus, mandou construir uma estrada revestida de bronze na qual passava num carro de bronze com rodas de cobre e de ferro, arrastando correntes atrás de si e lançando tochas acesas, para imitar o trovão e os relâmpagos. Esta lenda parece uma recordação de algumas práticas mágicas destinadas a pôr fim às secas. Existia na Tessália uma carroça de bronze que era posta a rodar para obrigar o céu a derramar as chuvas.
Quis que seus súditos lhe atribuíssem honras divinas, obrigando-os a lhe oferecerem sacrifícios e a construírem um templo em sua homenagem. Por se considerar semelhante a Zeus, foi fulminado por um raio, a sua cidade foi destruída e ele foi precipitado nos Infernos, onde, segundo Virgílio, foi encontrado pelo herói troiano Eneias (Eneida 6, 585-594):
Também vi Salmoneu pagando um castigo cruel 
por imitar os raios de Júpiter e os estrondos do Olimpo. 
Puxado por quatro cavalos e agitando uma tocha, 
atravessava os povos da Grécia e a cidade no centro da Élida, 
triunfante e reclamando as honras divinas para si. 
Pobre louco, pretendia simular as nuvens e o raio inimitável 
com a trompa de bronze e o tropel dos cascos dos cavalos. 
Mas o pai todo-poderoso lançou seu raio entre as nuvens espessas 
– não eram tochas nem as chamas fumegantes de um tição –, 
e o precipitou de cabeça num turbilhão profundo.

## Posteridade
Sua filha Tiro foi criada por seu irmão Creteu, mas se apaixonou pelo deus-rio Enipeu; Posidão a enganou, assumindo a forma de Enipeu, e ela teve filhos gêmeos, Pélias e Neleu, que, mais tarde, descobriram que Tiro estava sendo maltratada por sua madrasta Sidero, e mataram Sidero. Tiro também se casou com Creteu, seu tio e rei de Iolco, com quem teve vários filhos, Esão, Amythaon e Feres.